# Домени
Домени (рос. домены, англ. domains, нім. Domäne f pl) – мікроскопічні ділянки спонтанної упорядкованості структури монокристалу, зумовлені однаковим орієнтуванням спінів електронів (для феромагнітних кристалів) або векторів поляризації (для сегнетокристалів). Розмір доменів порядку 10−2 см3.